# Thống chế (Đức)
Thống chế (tiếng Đức: Generalfeldmarschall) là cấp bậc quân sự cao nhất trong Đế quốc Đức và được bảo tồn ở Đức sau năm 1918, tồn tại trong 75 năm. Mặc dù cấp bậc này đã từng tồn tại ở các bang miền bắc nước Đức từ năm 1631 dưới các danh xưng khác nhau, nó được tái lập vào năm 1870 để phong cho Vương tử Friedrich Karl của Phổ và Hoàng đế Friedrich III với mục đích tạo ra cho họ cấp bậc cao cấp hơn các tướng lĩnh khác. Nó trở thành cấp bậc uy tín và quyền lực nhất mà một sĩ quan có thể đạt được cho đến khi bị bãi bỏ vào năm 1945.
Có hơn 100 tướng lĩnh thụ phong cấp bậc Thống chế tại các bang miền bắc nước Đức hoặc nước Đức thống nhất sau đó trong khoảng từ năm 1806 đến năm 1945. Đại đa số thống chế đều giành được chiến thắng trong các trận chiến lớn ở thời đại của họ. Các thống chế đóng một vai trò quan trọng và có ảnh hưởng trong các vấn đề quân sự, được miễn thuế, là thành viên của giới quý tộc, ngang với các quan chức chính phủ, đặt dưới sự bảo vệ hoặc hộ tống liên tục, và có quyền báo cáo trực tiếp với hoàng gia.

## Tuyển hầu (1356-1806) và Vương quốc Sachsen (1806-1918)
| Tên                                            | Thụ phong | Thời gian sống | Ảnh | Tham khảo |
| ---------------------------------------------- | --------- | -------------- | --- | --------- |
| Hans Georg von Arnim-Boitzenburg               | 1631      | 1583-1641      |     | [ 2 ]     |
| Franz Albrecht von Sachsen-Lauenburg           | 1632      | 1598-1642      |     |           |
| Rudolph von Marzin                             | 1638      | 1585-1645      |     | [ 3 ]     |
| Ernst Albrecht von Eberstein                   | 1666      | 1605-1676      |     |           |
| Joachim Rüdiger von der Goltz                  | 1681      | 1620-1688      |     | [ 4 ]     |
| Heino Heinrich von Flemming                    | 1688      | 1632-1706      |     |           |
| Hans Adam von Schöning                         | 1691      | 1641-1696      |     |           |
| Jeremias von Chauvet                           | 1693      | 1619-1699      | —   | [ 5 ]     |
| Heinrich VI, Bá tước xứ Reuß zu Obergreiz      | 1697      | 1649-1697      |     |           |
| Adam Heinrich von Steinau                      | 1699      | ?-1712         | —   |           |
| Georg Benedikt von Ogilvy                      | 1706      | 1651-1710      |     |           |
| Jacob Heinrich von Flemming                    | 1712      | 1667-1728      |     |           |
| August Christoph von Wackerbarth               | 1730      | 1662-1734      |     | [ 6 ]     |
| Johann Adolf II, Công tước xứ Saxe-Weissenfels | 1735      | 1685-1746      |     | [ 7 ]     |
| Frederick Augustus Rutowsky                    | 1749      | 1702-1764      |     |           |
| Johann Georg, Chevalier de Saxe                | 1763      | 1704-1774      |     | [ 8 ]     |
| Friedrich Heinrich Eugen von Anhalt-Dessau     | 1775      | 1705-1781      |     |           |
| Albert I của Sachsen                           | 1871      | 1828-1902      |     | [ 9 ]     |
| Georg của Sachsen                              | 1888      | 1832-1904      |     |           |

## Brandenburg-Prussia và Vương quốc Phổ (1701-1870)
| Tên                                                  | Thụ phong | Birth and Death | Image | Reference |
| ---------------------------------------------------- | --------- | --------------- | ----- | --------- |
| Otto Christoph von Sparr                             | 1657      | 1599–1668       |       |           |
| Johann Georg II, Vương công xứ Anhalt-Dessau         | 1670      | 1627–1693       |       |           |
| Georg von Derfflinger                                | 1670      | 1606–1695       |       |           |
| Alexander Hermann von Wartensleben                   | 1706      | 1650–1734       |       |           |
| Leopold I, Vương công xứ Anhalt-Dessau               | 1712      | 1676–1747       |       |           |
| Philipp Karl von Wylich und Lottum                   | 1713      | 1650–1719       |       |           |
| Alexander, Bá tước xứ Dohna-Schlobitten              | 1713      | 1661–1728       |       |           |
| Dubislav Gneomar von Natzmer                         | 1728      | 1654–1739       |       |           |
| Albrecht Konrad Finck von Finckenstein               | 1733      | 1660–1735       |       |           |
| Friedrich Wilhelm von Grumbkow                       | 1737      | 1678–1739       |       |           |
| Kurt Christoph von Schwerin                          | 1740      | 1684–1757       |       |           |
| Caspar Otto von Glasenapp                            | 1741      | 1664–1747       |       |           |
| Samuel von Schmettau                                 | 1741      | 1684–1751       |       |           |
| Christian August, Vương công xứ Anhalt-Zerbst        | 1742      | 1690–1747       |       |           |
| Leopold II Maximilian, Vương công xứ Anhalt-Dessau   | 1742      | 1700-1751       |       |           |
| Friedrich Wilhelm von Dossow                         | 1745      | 1669–1758       |       |           |
| Henning Alexander von Kleist                         | 1747      | 1677–1747       |       |           |
| Christoph Wilhelm von Kalckstein                     | 1747      | 1677-1747       |       |           |
| Dietrich von Anhalt-Dessau                           | 1747      | 1702–1769       |       |           |
| James Francis Edward Keith                           | 1747      | 1696–1758       |       |           |
| Hans von Lehwaldt                                    | 1751      | 1696–1758       |       |           |
| Moritz von Anhalt-Dessau                             | 1757      | 1712–1760       |       |           |
| Ferdinand von Braunschweig-Wolfenbüttel              | 1758      | 1721–1792       |       |           |
| Karl Wilhelm Ferdinand von Braunschweig-Wolfenbüttel | 1787      | 1735–1806       |       |           |
| Wichard Joachim Heinrich von Möllendorf              | 1793      | 1724–1816       |       |           |
| Alexander von Knobelsdorff                           | 1798      | 1723–1799       |       |           |
| Friedrich Adolf von Kalckreuth                       | 1807      | 1737–1818       |       |           |
| Gebhard Leberecht von Blücher                        | 1813      | 1742–1819       |       |           |
| Arthur Wellesley, Công tước thứ nhất của Wellington  | 1818      | 1769–1852       |       |           |
| Friedrich Emil Ferdinand Heinrich von Kleist         | 1821      | 1762–1823       |       |           |
| Ludwig Yorck von Wartenburg                          | 1821      | 1759–1830       |       |           |
| August Neidhardt von Gneisenau                       | 1825      | 1760–1831       |       |           |
| Hans Ernst Karl von Zieten                           | 1839      | 1770–1848       |       |           |
| Karl von Müffling genannt Weiß                       | 1847      | 1775–1851       |       |           |
| Hermann von Boyen                                    | 1847      | 1771–1848       |       |           |
| Karl Friedrich von dem Knesebeck                     | 1847      | 1768–1848       |       |           |
| Friedrich zu Dohna-Schlobitten                       | 1854      | 1784–1859       |       |           |
| Friedrich von Wrangel                                | 1856      | 1784–1877       |       |           |
| Friedrich Karl Nikolaus von Preußen                  | 1870      | 1828–1885       |       |           |
| Friedrich Wilhelm Nikolaus Karl von Preußen          | 1870      | 1831–1888       |       |           |

## Đế quốc Đức (1871-1918)
| Tên                                             | Thụ phong | Thời gian sống | Ảnh | Tham khảo |
| ----------------------------------------------- | --------- | -------------- | --- | --------- |
| Karl Eberhard Herwarth von Bittenfeld           | 1871      | 1796–1884      |     |           |
| Karl Friedrich von Steinmetz                    | 1871      | 1796–1877      |     |           |
| Helmuth Karl Bernhard von Moltke                | 1871      | 1800–1891      |     |           |
| Albert I của Sachsen                            | 1871      | 1828–1902      |     |           |
| Albrecht von Roon                               | 1873      | 1803–1879      |     |           |
| Edwin von Manteuffel                            | 1873      | 1809–1885      |     |           |
| Leonhard von Blumenthal                         | 1888      | 1810–1900      |     |           |
| Georg của Sachsen                               | 1888      | 1832–1904      |     |           |
| Friedrich Wilhelm Nikolaus Albrecht von Preußen | 1888      | 1837–1906      |     |           |
| Albrecht von Österreich-Teschen                 | 1888      | 1817–1895      |     |           |
| Franz Joseph I của Áo                           | 1895      | 1830–1916      |     |           |
| Alfred von Waldersee                            | 1900      | 1832–1904      |     |           |
| Gottlieb von Haeseler                           | 1905      | 1836–1919      |     |           |
| Wilhelm von Hahnke                              | 1905      | 1833–1912      |     |           |
| Walter von Loë                                  | 1905      | 1828–1908      | —   |           |
| Vương tử Arthur, Công tước xứ Connaught         | 1906      | 1850–1942      |     |           |
| Carol I của Romania                             | 1909      | 1839–1914      |     |           |
| Alfred von Schlieffen                           | 1911      | 1833–1913      |     |           |
| Konstantinos I của Hy Lạp                       | 1911      | 1868–1923      |     |           |
| Paul von Hindenburg                             | 1914      | 1847–1934      |     |           |
| Karl von Bülow                                  | 1915      | 1846–1921      |     |           |
| Friedrich von Österreich-Teschen                | 1915      | 1856–1936      |     |           |
| August von Mackensen                            | 1915      | 1849–1945      |     |           |
| Ludwig III của Bayern                           | 1915      | 1845–1921      |     |           |
| Franz Conrad von Hötzendorf                     | 1916      | 1852–1925      |     |           |
| Ferdinand I của Bulgaria                        | 1916      | 1861–1948      |     |           |
| Mehmed V của Ottoman                            | 1916      | 1844–1918      |     |           |
| Wilhelm II của Württemberg                      | 1916      | 1848–1921      |     |           |
| Rupprecht von Bayern                            | 1916      | 1869–1955      |     |           |
| Leopold của Bayern                              | 1916      | 1846–1930      |     |           |
| Albrecht von Württemberg                        | 1916      | 1865–1939      |     |           |
| Karl I của Áo                                   | 1917      | 1887–1922      |     |           |
| Hermann von Eichhorn                            | 1917      | 1848–1918      |     |           |
| Remus von Woyrsch                               | 1917      | 1847–1920      |     |           |

## Cộng hòa Weimar (1918-1933)
Sau khi thua trận trong Thế chiến thứ nhất, Đế quốc Đức đã chuyển thành Cộng hòa Weimar, được thành lập theo các quy tắc được quy định trong Hòa ước Versailles. Các điều khoản ràng buộc về quân sự đòi hỏi phải giảm quy mô Quân đội Đức xuống còn 100.000 người, giảm Hải quân Đức, và xóa bỏ Không quân Đức. Kết quả của việc cắt giảm quy mô này là không có thống chế Đức nào được phong trong thời kỳ Cộng hòa Weimar.